# 马场镇 (普定县)
马场镇，是中华人民共和国贵州省安顺市普定县下辖的一个乡镇级行政单位。
2016年1月29日，贵州省人民政府批复同意普定县部分乡镇行政区划调整，将原龙场乡大窑村、兴利村、黄店村、三兴村划归马场镇管辖。

## 行政区划
马场镇下辖以下地区：
马场社区、马场村、挖龙村、云盘村、猪场村、下官村、土牛村、三岔村、上官村、龙潭村、毛栗坡村、下坪村、白秧村、大红岩村、新柴村、松林村、那亥村、岩脚村、那细村、杜家村、岩上村、落龙村、店子村、大坟坡村、垭口村、小新寨村、马路关村、梅子关村、腾家村、三合村、半厢村、田坝村、烂坝村、波那村、党固村、大坟坝村、半坡村、李家村、下排村、湾寨村和黄店村。